# Johannes Heil
Johannes Heil, né le 3 février 1978, est un DJ et compositeur allemand de musique électronique qui a commencé sa carrière en 1995. Il a sorti beaucoup de morceaux sur quelques-uns des labels les plus respectés de son pays d'origine tels que Kanzleramt, Kurbel, DataPunk, Klang Elektronik, International Deejay Gigolo Records ou encore Art Of Perception. On lui doit notamment des morceaux comme Paranoid Dancer, Die Offenbarung et Der Tod. Johannes Heil a également travaillé avec Heiko Laux sous le nom de Item One, ou encore avec Anthony Rother.
Son style, assez reconnaissable à l'atmosphère sombre qui en ressort, varie entre techno, electro, techno minimale, intelligent dance music ou même ambient.

## Pseudonymes
- Age Beats
- Antonio Montana El Rey
- Hidden
- Jim Henson Project
- Think Tank
- Trinity
- Unity Gain
- X Act

## Divers groupes auxquels Johannes Heil a appartenu
- C.R.S.
- Item One
- Project 69
- Question Authority
- State Of Chaos